# Neuquenia paupercula
Neuquenia paupercula là một loài nhện trong họ Amaurobiidae.
Loài này thuộc chi Neuquenia. Neuquenia paupercula được Eugène Simon miêu tả năm 1905.